# Valcourt (strip)
Valcourt is een Belgische stripreeks die begonnen is in 1997 met Pascal Renard als scenarist en Éric Lenaerts als tekenaar.

## Albums
Alle albums zijn geschreven door Pascal Renard, getekend door Éric Lenaerts en uitgegeven door Le Lombard.
| Nummer | Titel                           |
| ------ | ------------------------------- |
| 1      | De smaak van Absint             |
| 2      | De zwarte buik van de hansworst |